# Плопул (Тулћа)
Плопул (рум. Plopul) насеље је у Румунији у округу Тулћа у општини Муригиол. Oпштина се налази на надморској висини од 7 m.

## Становништво
Према подацима из 2002. године у насељу је живело 690 становника, од којих су сви румунске националности.